# Jacqueline Richard
Jacqueline Richard (* 8. März 1928 in Montreal; † 2. August 2015 ebenda) war eine kanadische Pianistin, Korrepetitorin und Dirigentin.

## Leben und Wirken
Richard studierte Klavier bei Marie-Thérèse Paquin. Sie nahm an Tourneen der Youth and Music Canada mit dem Geiger Gilles Lefebvre, mit Louise Roy (1950–51), Don Garrard (1954–55), Fernande Chiocchio (1956–57) sowie Napoléon Bisson (1958–59) teil und war Klavierbegleiterin in den Klassen von Rachele Maragliano-Mori und Martial Singher am Conservatoire de musique du Québec. 1963 gründete sie die Boutique d'opéra und realisierte dort in zwei Jahren 75 Opernaufführungen mit jungen Musikern.
Als Stipendiatin dies Canada Council studierte sie 1964 Dirigieren bei Hans Swarowsky in Nizza. Von 1965 bis 1967 unterrichtete sie an der Opernschule der University of Toronto Opera Division. Sie war dann in Wien und an der Deutschen Oper am Rhein engagiert, arbeitete mit Rolf Liebermann an der Hamburger Staatsoper und 1973 an der Pariser Oper. Für die Bayreuther Festspiele bereitete sie die Sänger für eine Aufführung des Parsifal (1975) und der Meistersinger (1981) vor.
1976 und 1980 arbeitete sie als Korrepetitorin und Dirigentin am Courtenay Youth Music Centre. 1977 leitete sie das Opernstudio des Kitchener-Waterloo Symphony Orchestra. Von 1976 bis 1980 gab sie Opernklassen an der Wilfried Laurier University. Als Dirigentin leitete sie 1978 eine Aufführung der Oper Il barbiere di Siviglia an der Vancouver Opera sowie verschiedene Konzerte des Kitchener-Waterloo Symphony Orchestra. Daneben bereitete sie  Aufführung von Francis Poulencs Dialogues des Carmélites an der University of Western Ontario vor.
Von 1979 bis 1982 war sie erneut an der Deutschen Oper am Rhein engagiert. Danach zog sie sich in das Benediktinerkloster von Solesmes zurück. Aus gesundheitlichen Gründen kehrte sie 1984 nach Kanada zurück. Dort beteiligte sie sich 1984 an der Gründung des Atelier lyrique der Opéra de Montréal und gab ab 1985 privaten Unterricht. 2001 wurde sie mit dem Order of Canada ausgezeichnet.

## Quelle
- The Canadian Encyclopedia - Jacqueline Richard

| Personendaten    | Personendaten                                       |
| ---------------- | --------------------------------------------------- |
| NAME             | Richard, Jacqueline                                 |
| KURZBESCHREIBUNG | kanadische Pianistin, Korrepetitorin und Dirigentin |
| GEBURTSDATUM     | 8. März 1928                                        |
| GEBURTSORT       | Montreal                                            |
| STERBEDATUM      | 2. August 2015                                      |
| STERBEORT        | Montreal                                            |